# Пальман, Вячеслав Иванович
Вячеслав Иванович Пальман (13 (26) марта 1914 — 19 марта 1998) — русский советский писатель, автор приключенческих и фантастических произведений для детей и юношества.

## Биография
Вячеслав Иванович Пальман родился в г. Скопине ныне Рязанской области в семье военного музыканта, выходца из Эстонии. В 1933 году он окончил Боровский сельскохозяйственный техникум и начал работать агрономом. В 1934 году он стал работать собственным корреспондентом газеты «За коллективизацию» Московского комитета ВКП(б). В 1936 году он возвращается к работе агронома, но при этом начинает учиться на заочном отделении в Ленинградском коммунистическом университете.
Постановлением Особого совещания НКВД СССР от 3 марта 1937 года он был осужден по обвинению в контрреволюционной агитации на 3 года лишения свободы и отправлен на Дальний Восток, где большую часть срока находился на сельскохозяйственных работах.
Он отбывал срок в совхозах Дальстроя и в то же время занимался журналистикой. В газетах «Стахановец» и «Советская Колыма» публиковались его советы по выращиванию сельскохозяйственных культур, по консервированию и хранению продуктов. После освобождения Вячеслав Пальман остался на Дальнем Востоке, продолжал работу агрономом.
В 1945 году он получил предложение перейти на постоянную работу в газету «Советская Колыма», но отказался от неё в пользу агрономической деятельности. В общей сложности Вячеслав Пальман проработал в сельском хозяйстве 20 лет.
В 1950 году Вячеслав Пальман с семьёй переехал в станицу Динская Краснодарского края.
Жизнь не очень баловала Вячеслава Пальмана. Он начал работать в возрасте четырнадцати лет, и обстоятельства жизни подчас слагались для него трудно. 
Но где бы он ни был, в какие бы условия ни попадал, ему неизменно светила, если можно так выразиться, звезда его призвания, его профессии, его дела, которому он посвятил свою жизнь. 
Эти деловые его способности оказывались каждый раз до крайности необходимыми в любых областях, будь то родная рязанская сторона, Дальний Восток, суровая Колыма или, напротив, благодатная, полная жаркого солнца Кубань. (Павел Нилин. Москва, 1975 г.)
В 1955 году вышла его первая книга. И с тех пор он стал регулярно издаваться. В 60-е годы он начал писать книги приключенческой и фантастической тематики для издательства «Детская литература». Одновременно в течение трёх лет он был собственным корреспондентом газеты «Советская Россия» по Краснодарскому краю. Всего за свою творческую жизнь Вячеслав Пальман издал около 30 книг.
Скончался Вячеслав Пальман в Москве.

## Награды
- Лауреат премии «Союза Писателей СССР» 1979 года

## Память
В городе Скопине Рязанской области на доме, в котором родился писатель, установлена мемориальная доска.